# Hadley (Nueva York)
Hadley es un pueblo (subdivisión administrativa) ubicado en el condado de Saratoga, Nueva York, Estados Unidos. Según el censo de 2020, tiene una población de 1,976 habitantes.

## Geografía
Está ubicado en las coordenadas 43°20′15″N 73°54′21″O / 43.33750, -73.90583 (43.337431, -73.905869).

## Demografía
Según la Oficina del Censo en 2000 los ingresos medios por hogar en la localidad eran de $42,438, y los ingresos medios por familia eran $35,694. Los hombres tenían unos ingresos medios de $35,694 frente a los $21,810 para las mujeres. La renta per cápita para la localidad era de $17,560. Alrededor del 9.2% de la población estaban por debajo del umbral de pobreza.